# かすみインターチェンジ
かすみインターチェンジは、鳥取県日野郡日南町霞の江府三次道路（国道183号生山道路・バイパス道路）のインターチェンジである。生山道路で唯一インターチェンジとして案内されている施設である。
形状はダイヤモンド型となっている。

## 歴史
- 2005年（平成17年）7月26日 諏訪IC - 丸山下IC間の供用開始により開通。
- 2008年（平成20年）12月15日 バスストップの供用開始。

## 道路
- 江府三次道路（生山道路）

## 接続する道路

### 直接接続
- 町道

### 間接接続
- 鳥取県道8号新見日南線

## 料金所
- 無料区間のためなし

## 周辺
- 日野川
- 日南町役場
- 日南町立日南中学校
- 日南町立日南小学校
- 日本交通・日ノ丸自動車・広島電鉄「日南」バス停（2013年7月19日をもって廃止）
  - 霞地区自治会館前に設置。メリーバード号 (広島 - 米子線)のみが停車する。広島方面からのバスは県道新見日南線から当バス停に停車してかすみICから生山道路を米子方面に向かっていた。米子方面との乗降は不可。2013年7月20日のダイヤ改正により松江自動車道・山陰自動車道経由に変更されたため廃止された。
- 日南町営バス「霞」バス停（県道新見日南線上）
- 道の駅にちなん日野川の郷

## 隣
江府三次道路（生山道路）
諏訪交差点 - かすみIC/BS - 丸山下交差点